# Río Yurumangui
Der Río Yurumangui ist ein etwa 90 km langer Zufluss des Pazifischen Ozeans im Departamento Valle del Cauca im Westen Kolumbiens.

## Flusslauf
Der Río Yurumangui entspringt in der kolumbianischen Westkordillere auf einer Höhe von etwa 1100 m. Er durchfließt auf den ersten 30 Kilometern das Bergland in westlicher Richtung, bevor er das westkolumbianische Küstentiefland erreicht. Bei Flusskilometer 60 trifft der Río Soledad von links auf den Fluss. Dieser durchfließt auf den folgenden 35 Kilometern das Küstentiefland in überwiegend westlicher Richtung. Auf den letzten 25 Kilometern wendet sich der Río Yurumangui in Richtung Nordnordwest. Schließlich erreicht er ein etwa 8 km langes Ästuar, das sich im Süden einer Bucht an der Pazifikküste erstreckt. Die Hafenstadt Buenaventura liegt 60 km nordnordöstlich der Mündung.

## Einzugsgebiet
Das Einzugsgebiet des Río Yurumangui umfasst eine Fläche von etwa 600 km². Im Norden grenzt es an das des Río Cajambre, im Süden an das des Río Naya.